# Kinderchirurgie
Kinderchirurgie is een deelspecialisme van de algemene heelkunde (chirurgie).
Na de opleiding tot algemeen chirurg is men in principe bevoegd om kinderen te opereren. In bepaalde situaties mag een ingreep echter alleen worden uitgevoerd door een kinderchirurg in een gespecialiseerd kinderziekenhuis.
De kinderchirurgen die in Nederland werkzaam zijn, hebben na de opleiding tot algemeen chirurg nog een extra opleiding van twee jaar doorlopen waarin gefocust wordt op chirurgie bij (soms zeer jonge of te vroeg geboren) kinderen. Vaak betreft het dan bijzondere aangeboren afwijkingen, zoals een niet goed aangelegde slokdarm.